# Pintalia procellata
Pintalia procellata är en insektsart som först beskrevs av Philip Reese Uhler 1901.  Pintalia procellata ingår i släktet Pintalia och familjen kilstritar.
Artens utbredningsområde är Haiti. Inga underarter finns listade i Catalogue of Life.